# Каламба

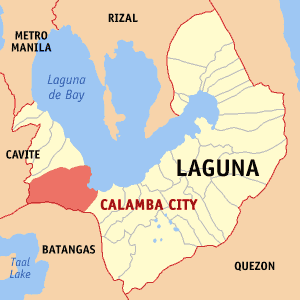

Каламба (таг. Lungsod ng Calamba) — город на Филиппинах, административный центр региона Калабарсон. Входит в состав провинции Лагуна.

## История
Первоначально Каламба являлась частью города Табуко (современный Кабуяо). 28 августа 1742 года получила статус селения (pueblo). 21 апреля 2001 года, согласно Республиканскому закону № 9024, Каламба получила статус города (component city).
Город известен массовой резней мирного населения, устроенной в нем японскими солдатами 1 февраля 1945 года.

## Географическое положение
Город находится в юго-западной части острова Лусона, на берегу озера Лагуна-де-Бай, на расстоянии приблизительно 40 километров к юго-юго-востоку (SSE) от столицы страны Манилы и занимает площадь 144,8 км². Абсолютная высота — 21 метр над уровнем моря.

## Население
По данным официальной переписи 2007 года численность населения составляла 328 122 человек.

Динамика численности населения города по годам:
| 2000    | 2007    | 2013    |
| ------- | ------- | ------- |
| 256 896 | 328 122 | 396 311 |

В конфессиональном составе населения представлены: католики — 89,72 %, протестанты — 3,43 %, последователи Церкви Христа (Iglesia ni Cristo) — 3,14 %, мусульмане — 0,26 %.

## Экономика
Город является значимым промышленным центром Филиппин. На территории Каламбы расположено 9 промышленных зон:
- Allegis IT Park
- CarmelRay Premiere International Park
- Carmelray Industrial Park I
- Carmelray Industrial Park II
- Carmelray International Business Park
- Filinvest Technology Park
- Light and Science Park II
- Light Industry and Science Park
- YTMI Realty Special Economic Zone

Также город известен как бальнеологический курорт, благодаря находящимся на его территории горячими источникам.

## Административное деление
Территория города административно подразделяется на 54 барангая:
| - Bagong Kalsada - Bańadero - Banlic - Barandal - Barangay 1 - Barangay 2 - Barangay 3 - Barangay 4 - Barangay 5 - Barangay 6 - Barangay 7 - Batino - Bubuyan - Bucal - Bunggo - Burol - Camaligan - Canlubang | - Halang - Hornalan - Kay-Anlog - La Mesa - Laguerta - Lawa - Lecheria - Lingga - Looc - Mabato - Majada Labas - Makiling - Mapagong - Masili - Maunong - Mayapa - Paciano Rizal - Palingon | - Palo-Alto - Pansol - Parian - Prinza - Punta - Puting Lupa - Real - Saimsim - Sampiruhan - San Cristobal - San Jose - San Juan - Sirang Lupa - Sucol - Milagrosa (Tulo) - Turbina - Ulango - Uwisan |

## Известные уроженцы
- Хосе Рисаль — филиппинский ученый, поэт, писатель, художник и скульптор.

## Города-побратимы
- Макати, Филиппины
- Литомержице, Чехия
- Волнат, США
- Вильгельмсфельд, Германия
- Кури, Республика Корея
- Кымчхон, Республика Корея